# Nicteri de Java
El nicteri de Java (Nycteris javanica) és una espècie de ratpenat de la família dels nictèrids que es troba a Java i Bali.

## Subespècies
- Nycteris javanica javanica
- Nycteris javanica bastiani[3]